# Zosterops olivaceus
El anteojitos de Reunión (Zosterops olivaceus) es una especie de ave paseriforme de la familia Zosteropidae endémica de la isla de Reunión, en el océano Índico. 

## Distribución y hábitat
Se encuentra únicamente en los bosques tropicales y herbazales de las montañas de la isla de Reunión.